# Manifestations de 2021 à Bagdad
Les manifestations de 2021 à Bagdad surviennent à la suite des élections législatives irakiennes de 2021 et opposent des manifestants irakiens et les forces de sécurité (en). Les affrontements font plus de 125 blessés et 2 morts. Les manifestants sont des partisans de milices et de partis politiques soutenus par l'Iran, membres notamment du Kataeb Hezbollah et d'Asaïb Ahl al-Haq.

## Contexte
La violence est alimentée par les résultats des élections législatives irakiennes qui ont lieu le 10 octobre 2021. Les Irakiens partisans du PMF et de l'Alliance Fatah, soutenus par l'Iran, qualifient les résultats de « fraude massive »,. Les partis soutenus par l'Iran, dont l'Alliance Fatah, perdent près de la moitié de leurs sièges au Conseil des représentants, le Parlement irakien.

## Affrontements
Il s'agit du premier affrontement majeur en Irak depuis les élections. Les manifestants lancent des pierres et tentent de prendre d'assaut la zone verte, un quartier hautement sécurisé de la capitale Bagdad, qui abrite les bâtiments gouvernementaux et les ambassades. Les manifestants lancent des projectiles et bloquent tout accès à la zone verte, jusqu'à ce que la police les repousse. La police utilise des gaz lacrymogènes et déclare avoir tiré en l'air face aux manifestants. Les forces de sécurité sont accusées d'avoir incendié des tentes dressées par des militants.
Le 7 novembre 2021, c'est le Premier ministre irakien Moustafa al-Kazimi qui est la cible des opposants. Il est victime d'une tentative d'assassinat, trois drones ayant tenté de le tuer en entrant dans sa résidence. Cette tentative, qualifiée de « lâche » par Al Kazimi, échoue à la suite de l'intervention de sa garde rapprochée. Deux drones sont abattus et le troisième s'écrase. Le Premier ministre survit à l'attaque, s'en sortant indemne, mais six de ses gardes du corps sont blessés. La tentative d'assassinat serait liée à ces manifestations.
Ce projet de renversement de l'ordre constitutionnel n'est revendiqué par aucune organisation mais qualifié de terroriste par le gouvernement local.
Les forces de sécurité auraient également ouvert le feu sur des manifestants, faisant au moins un mort. 

## Conséquences
Les affrontements font 125 blessés et deux morts. 21 manifestants sont blessés par inhalation de fumée et neuf policiers par des jets de pierres. Le Premier ministre Moustafa al-Kazimi ordonne une enquête complète sur le déroulement des événements, tandis que le président Barham Salih appelle à la retenue. Nouri Al-Maliki, ancien Premier ministre, déclare sur Twitter que « les manifestants « revendiquent leurs droits légitimes », mais n'auraient pas dû alimenter la violence et auraient dû éviter de provoquer les forces de sécurité en premier lieu ». Qais al-Khazali, chef d'Asaïb Ahl al-Haq, groupe paramilitaire chiite soutenu par l'Iran, condamne les violences et demande justice au nom des manifestants blessés. Il affirme que les forces de sécurité sont à l'origine des violences et déclare que « quels qu'ils soient, ils doivent être tenus pour responsables ».
L'Organisation des Nations unies réagit aux événements en déplorant l'escalade de la violence et en appelant tous les partis politiques irakiens à faire preuve d'un maximum de retenue[réf. nécessaire].